# Kavita Parbhudayal
K.B. (Kavita) Parbhudayal (Nieuw-Nickerie (Suriname), 9 augustus 1973)is een Nederlandse econome, VVD-politica en bestuurster van Surinaamse afkomst.

## Biografie
Parbhudayal is geboren in getogen in Nieuw-Nickerie te Suriname en ging daar naar de basisschool OS Clarapolder en het vwo op de VHK Scholengemeenschap. Op haar negentiende verhuisde zij naar Nederland. Vanaf 1993 studeerde zij economische wetenschappen aan de Erasmus Universiteit Rotterdam waarbij zij zich specialiseerde in monetaire- en macro-economie. Vanaf 1998 bekleedde zij diverse financiële functies bij de gemeente Den Haag. 
Parbhudayal was vanaf 7 juni 2018 wethouder van Den Haag en had zij in haar portefeuille Zorg, Jeugd en Volksgezondheid en stadsdeel Leidschenveen-Ypenburg en was zij de 1e locoburgemeester. Vanaf 27 september 2022 had zij Werk, Wijken en Dienstverlening en stadsdeel Leidschenveen-Ypenburg in haar portefeuille. Op 29 juni 2023 diende zij per direct haar ontslag in als wethouder van Den Haag.